# Dureza Meyer
A escala de dureza Meyer é um método de medição da dureza de um material através de um "ensaio de penetração".
Meyer propôs uma definição mais racional do que a proposta por Brinell, sugerindo que a dureza fosse obtida através da área projetada da impressão, ao invés da área superficial, já que a tensão média na superfície da amostra devido a aplicação da carga é igual a carga divido pela área projetada.
A escala Meyer é menos sensível do que a Brinell com o aumento da carga aplicada. Para materiais trabalhados a frio, a dureza Meyer é essencialmente constante e independente da carga, ao contrário da Brinell, que diminui com o aumento da carga. Para metais recozidos, a dureza Meyer aumenta continuamente com o aumento da carga, devido ao encruamento produzido pela penetração. A Brinell, no entanto, primeiramente aumenta e depois diminui com o aumento da carga aplicada nos ensaios com estes materiais.
No entanto, a escala Meyer é muito pouco usado nos ensaios práticos de medida de dureza em comparação a Brinell.
A dureza Meyer é dada pela seguinte fórmula: HM= 4*F/(phi*d^2).!